# 대청 (식물)

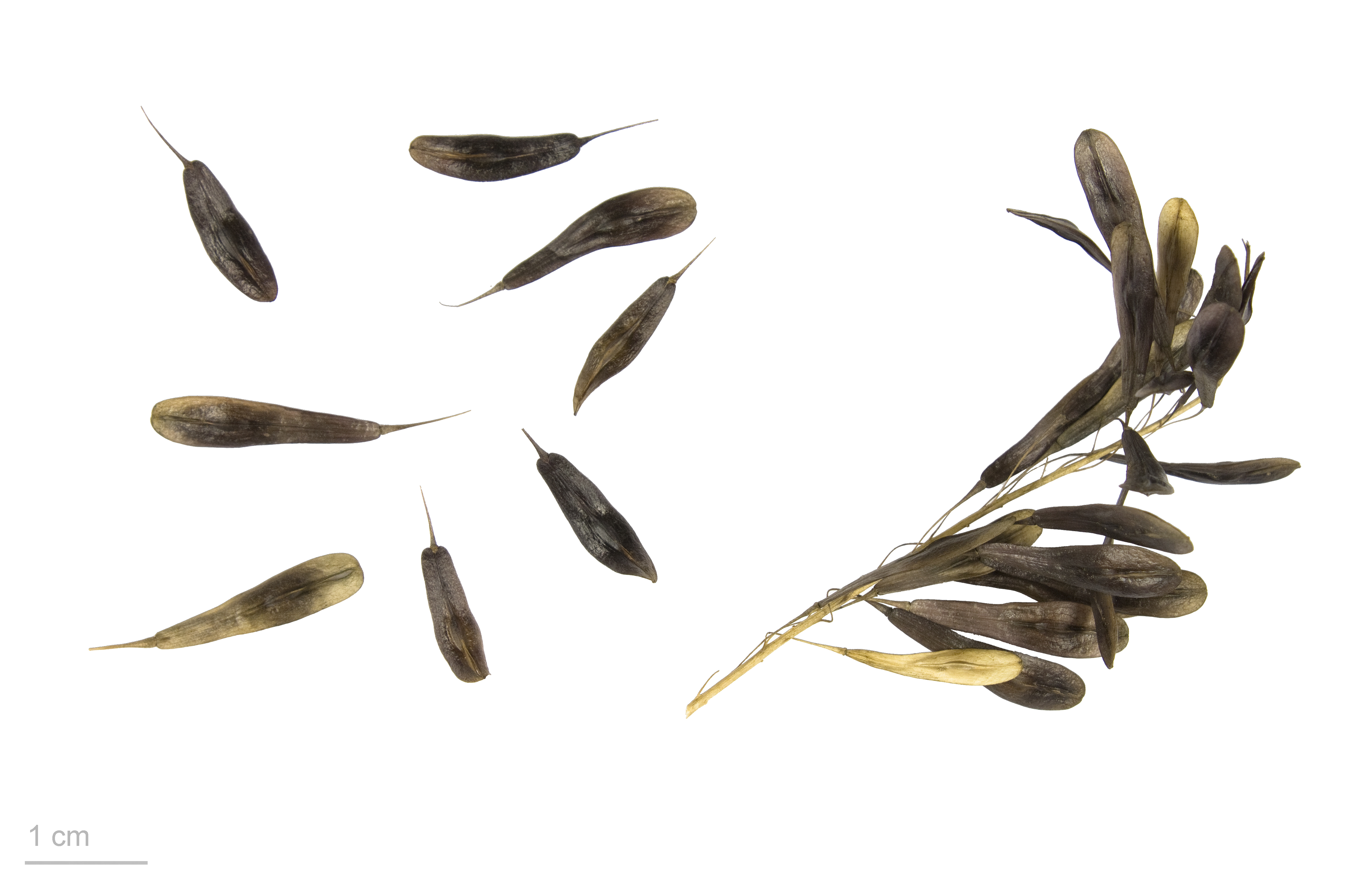
Isatis tinctoria

대청(大靑, 학명: Isatis tinctoria)은 동아시아, 유럽, 아프리카에 걸쳐 널리 분포하는 두해살이풀로서 높이 30-70cm이다. 뿌리에서 난 잎은 크고 잎자루가 있으나 줄기에서 난 잎은 잎자루가 없으며, 긴 타원형의 바소꼴이고 밑부분이 원줄기를 감싼다. 꽃은 노란색으로 5-6월에 피며, 가지나 줄기 끝의 총상꽃차례에 달린다. 주로 바닷가에서 자라며 열매는 각과(角果)로서 검은색으로 익는다.